# 杉野昭夫
杉野昭夫（日语：／ Sugino Akio，1944年9月19日—），日本男性動畫師、動畫導演。出身於北海道北見市（札幌市出生）。

## 概要
杉野昭夫從電視動畫製作初期就開始參與製作，幾乎從未間斷地活躍了45年。他因與導演出崎統合作擔任人物設定和作畫監督而聞名，其中包括《明日之丈》、《網球甜心》、《咪咪流浪記》、《金銀島》。
在2007年的一次訪談中，出崎談到杉野的才華時說道「杉野昭夫的神奇之處在於，他畫的一切都栩栩如生。這就是為什麼他筆下的人物如此真實」、「當我看到杉野昭夫畫的矢吹丈（《明日之丈》）的眼睛時，我想『哇，他能表達這麼多！如果是這樣，我還可以做得更多！』我希望他能畫一些我從未畫過的東西，一些我不知道怎麼畫的東西。當我看到一幅好畫時，表達那些無法用語言或邏輯表達的東西的可能性就會擴大」」。大橋學曾參與製作了被稱為「動畫界黃金搭檔」的出崎和杉野兩人的許多作品，他將兩人之間的工作關係描述為「互相喜愛」和「不需要第三者」。
杉野的線條畫具有獨特的觸感，有人形容其為硬，有人形容其為軟。曾與杉野合作製作電影《怪醫黑傑克：兩位神秘醫師》等作品的手塚真指出，杉野擅長自由變換繪畫風格。例如，在基於手塚治虫原作的人物設定中，《怪醫黑傑克》使用了與原作印象不同的劇畫畫風，而《神奇獨角馬》和《劇場版 森林大帝》則使用了基於原作形象的曲線畫風。
據丸山正雄介紹，在製作《明日之丈》時，作畫監督杉野在修改原畫時，並沒有重新檢查分鏡（一切都在腦海中構思好了），而且他還完美地糾正了原畫師在繪製服裝和道具時犯下的錯誤。據杉野本人透露，在修改《金銀島》最終回吉姆和西爾弗重逢場景的圖畫時，他曾淚流滿面。對於杉野有時會因為修改悲傷的場景而哭泣，森本晃司表示「杉野會看分鏡，了解每個分鏡的含義，所以他一定能投入如此多的感情」。

## 經歷
小學3年級時，他開始迷上手塚治虫的漫畫。從高中2年級開始，他便以「杉野明夫」的名義向《街》、《影》等租借漫畫雜誌投稿，立志成為劇畫家。他每月提交兩篇約20頁的作品，並兩次被選中。1964年，他收到了在虫Production工作的真崎守的來信，邀請他加入該公司擔任動畫師。真崎說，當他在租借漫畫雜誌的投稿欄中看到杉野的剪報時，他被這樣一個事實所震撼「在圓眼睛和濃眉毛的繪畫風格流行的時代，這個角色與眾不同，用柔和的線條繪製」。
同年，他加入虫Productions，並在《原子小金剛 (1963年版)》（第84話）負責動畫的工作出道。在擔任《森林大帝 (1965年版)》的動畫、原畫後，他於1966年《森林大帝 前進吧雷歐！》首次擔任作畫監督。在虫Productions，比杉野小8個月的金山明博證實，當他於1965年加入公司時，杉野已經引起了資深動畫師的注意。杉野本人稱平田敏夫和村野守美是自己這段時間的工作導師，並對平田表示感謝，稱他「無論我多麼糟糕，都沒有生我的氣」，對村野表示感謝，稱他「以男子氣概的方式清楚地告訴我，這就是創造事物的方式」。
甚至在加入虫Productions之前，杉野就已經在租來的書中讀過出崎統的漫畫，並且很欽佩他。他與出崎的第一次工作接觸是在1968年，當時他執導了幾集《淘氣偵探團》，每集由出崎擔任演出，杉野負責作畫。然而，他們第一次直接意識到彼此是在1969年，當時他們並肩坐在辦公桌前，為日美合作電影《雪人FROSTY》負責原畫時。當杉野看到出崎把長髮和頭趴在桌子上畫畫時，他懷疑他是不是在睡覺，而出崎對杉野的畫作印象深刻，稱其「非常好」，這是他的第一印象。
1970年的《明日之丈》，導演出崎、作畫監督杉野（與金山明博、荒木伸吾共同）的陣容徹底實現。當時剛加入虫Productions的新人安彥良和評價《明日之丈》的製作團隊時說道「這是虫Productions最優秀人才的聚會」。1972年，杉野昭夫與《明日之丈》團隊的丸山正雄、出崎、川尻善昭一起參與創立了MADHOUSE。在MADHOUSE工作期間，他與出崎合作製作了許多作品，主要是為東京電影和東京電影新社製作，但他還擔任過瑞鷹、日本動畫、龍之子製作公司、東映動畫等製作的許多其他作品的作畫監督和原畫。當時看過杉野繪製的《科學小飛俠》原畫的大橋學說道「杉野畫的科學小飛俠比人物表（設定書）還要好看。我本來就覺得（杉野的能力）很厲害，但親眼看到更讓人震撼」。
1980年，在製作《明日之丈2》期間，他與出崎離開MADHOUSE，並創立了安納普魯工作室。據杉野本人稱，MADHOUSE當時正在同時製作兩部以上的作品，但由於出崎和杉野之間出現了裂痕，杉野希望專注於《Joe 2》，而公司出於商業原因拒絕允許這樣做，導致談判破裂。在安納普魯，他培養了森本晃司、福島敦子、大塚伸治等人。從1980年代後期到1991年，他參與了許多與海外公司的合作項目，自1993年起，他開始專注於手塚製作公司的作品。進入2000年代後，他不僅擔任人物設定和作畫監督，還自1970年代以來首次擔任多部作品的原畫師。此外，他在2003年電影動畫《我的孫悟空》中首次擔任導演。

## 參加作品

### 電視動畫
1963年
- 原子小金剛 (1963年版)（日语：鉄腕アトム (アニメ第1作)）（—1966年，動畫）

1965年
- 森林大帝 (1965年版)（—1966年，動畫）

1966年
- 森林大帝 前進吧雷歐！（—1967年，動畫、原畫、作畫監督）

1968年
- 淘氣偵探團（日语：わんぱく探偵団）（作畫監督）
- 佐武與市捕物控（日语：佐武と市捕物控）（—1969年，作畫監督）

1970年
- 明日之丈（—1971年，作畫監督）

1971年
- 萬能旋風兒（日语：国松さまのお通りだい）（—1972年，分鏡、作畫監督）

1972年
- 科學小飛俠（—1974年，原畫）

1973年
- 小酋長小黑（作畫監督）
- 網球甜心（—1974年，作畫監督）[24]

1974年
- 阿爾卑斯的少女海蒂（原畫）
- 柔道讚歌（日语：柔道讃歌）（作畫監督）
- 北海小英雄（—1975年，原畫）
- 雜牌拯救隊（—1975年，人物設定）
- 瓢蟲之歌（—1976年，作畫監督）

1975年
- 月光女俠（人物設定）
- 草原少女蘿拉（—1976年，原畫）

1976年
- 大空魔龍鎧金（—1977年，原作、作畫監督）[25]
- 漫畫世界昔話（日语：まんが世界昔ばなし）（—1979年，作畫監督）

1977年
- 鐵臂馬魯斯（人物設定、人物監修、作畫監督）[26]
- 神威賽車手（—1978年，原創設定）
- 咪咪流浪記（—1978年，作畫監督）

1978年
- 金銀島（—1979年，作畫監督）

1979年
- 動畫紀行 馬可·波羅的冒險（日语：アニメーション紀行 マルコ・ポーロの冒険）（人物設定）

1980年
- 湯姆歷險記（作畫監督）
- 少爺（人物設定、作畫監督)
- 明日之丈2（—1981年，作畫監督）

1982年
- SPACE COBRA（—1983年，作畫監督）[27]

1983年
- 貓♥眼（—1984年，人物設定）[28]

1984年
- 魔法少女彩虹布萊特（日语：魔法少女レインボーブライト）（—1986年，作畫監督）
- 戰鬥王（人物設定、作畫監督）

1986年
- 銀河高校（英语：Galaxy High）（作畫監督）[a]

1989年
- 記者藍調（人物設定）[b]

1991年
- 青澀花園（—1992年，作畫監督）

1993年
- 首列駛過廣島的列車 ～來自300位原子彈爆炸倖存者的筆記～（人物設定）

1997年
- 手塚治虫的舊約聖書物語（日语：手塚治虫の旧約聖書物語）（作畫監督）
- 白鯨傳説（日语：白鯨伝説）（—1999年，原作、作畫監督）

2003年
- 原子小金剛 (2003年版)（—2004年，原畫）

2004年
- 火之鳥（人物設定、作畫監督）
- 怪醫黑傑克（—2006年，人物設定、分鏡、作畫監督）

2005年
- 雪之女王（—2006年，人物設定）

2006年
- 怪醫黑傑克21（人物設定、作畫監督）
- NANA（—2007年，原畫）
- 銀魂（—2010年，作畫監督、原畫）

2007年
- 意外（—2008年，作畫監督）

2008年
- 致命紫羅蘭：編號044（日语：ウルトラヴァイオレット#テレビアニメ）（人物設定、總作畫監督、作畫監督）

2009年
- 源氏物語千年紀 Genji（人物設定、總作畫監督、作畫監督）[29]

2015年
- 小長門有希的消失（原畫）
- 青年怪醫黑傑克（原畫、後提供插圖）
- 3月的獅子（原畫）

2018年
- 故鄉巡禮 日本昔話（日语：ふるさとめぐり 日本の昔ばなし）（人物設定、分鏡、演出、作畫[c]）

2019年
- 多羅羅 (2019年版)（原畫）

2024年
- 殺手寓言（總作畫監督、原畫）
- 我的妻子不具感情（原畫）

### 電影動畫
1969年
- 一千零一夜（動畫）

1979年
- 劇場版 網球甜心（作畫監督）[30]

1980年
- 劇場版 明日之丈（作畫監督）
- 劇場版 咪咪流浪記（作畫監督）

1981年
- 神奇獨角馬（日语：ユニコ#映画第一作『ユニコ』）作画監督）
- 劇場版 明日之丈2（作畫監督）

1982年
- SPACE ADVENTURE COBRA（作畫監督）[31]

1983年
- 劇場版 骷髏13（作畫監督）[32]

1984年
- 阿信（人物設定）

1986年
- 第11人（日语：11人いる!#アニメ映画）（人物設定）

1987年
- 劇場版 金銀島（作畫監督）

1996年
- 劇場版 怪醫黑傑克（人物設定、作畫監督）[33]

1997年
- 劇場版 森林大帝（人物設定、作畫監督）

2003年
- 我的孫悟空（導演、人物設定、作畫監督）[34]

2005年
- 劇場版 AIR（原畫）
- 怪醫黑傑克：兩位神秘醫師（人物設定、作畫監督）
- Dr.皮諾可的森林的冒險

### 日美合作作品
- Frosty The Snowman（1969年12月7日，原畫）
- The Mad, Mad, Mad Comedians（1970年，原畫）
- Tomfoolery（1970年，分鏡最終稿）
- Mr. Toad（1970年，原畫）
- Sweet Sea（1985年，人物設定、作畫監督）
- Disney's Gummi Bears（1989年，作畫監督）

### OVA
1986年
- 那由他（日语：那由他 (漫画)#アニメ）（人物設定、作畫監督）

1987年
- Space Fantasia 2001夜物語（日语：2001夜物語#アニメ版）（人物設定、作畫監督）

1988年
- 網球甜心2（人物設定、作畫監督）[35]
- 現世守護神 佩約羅家族（日语：ぴーひょろ一家）（人物設定、作畫監修）
- 銀河英雄傳說（—1989年，特別人物原案）

1989年
- 華星夜曲（日语：華星夜曲）（人物設定、作畫監督）
- 海闇月影（日语：海の闇、月の影#OVA版）（作畫監督）
- 網球甜心 最終舞台（—1990年，人物設定）[36]

1990年
- 力王 RIKI-OH VIOLENCE2 滅亡之子（日语：力王#力王 RIKI-OH VIOLENCE2 滅びの子）（人物設定）
- B·B（日语：B・B#OVA）（—1991年，人物設定、作畫監督）
- 修羅之介斬魔劍（日语：修羅之介斬魔劍） 死鐮紋之男（人物設定、作畫監督）

1992年
- 金銀島追憶 呼喚夕凪的男人（作畫監督）

1993年
- 怪醫黑傑克（—2011年，人物設定、作畫監督）

1998年
- 骷髏13 ～QUEEN BEE～（人物設定、作畫監督）

### 其它
製作年份不詳
- 健和他的好朋友們（試映片，作畫）

1969年
- 明日之丈（3部試映影片，作畫）

1974年
- 純愛山河 愛與誠（日语：愛と誠）（—1975年，OP作畫）

1975年
- The Fire G-Men（防災動畫（日语：安全教育アニメ），原畫）

1976年
- （宣傳電影，原畫）

1981年
- （宣傳電影）
- SPACE ADVENTURE COBRA（英語版試映片，作畫）

1987年
- 小尼莫（日语：リトル・ニモ）（試映片，人物設定、作畫監督）

1994年
- （人物設定、作畫監督）

1995年
- （作畫監督）
- （作畫監督）

1996年
- 歐茲貝爾與象（日语：オツベルと象）（高畫質實驗電影動畫，人物設定、作畫監督）

## 腳註